# Alexander Lyman Holley

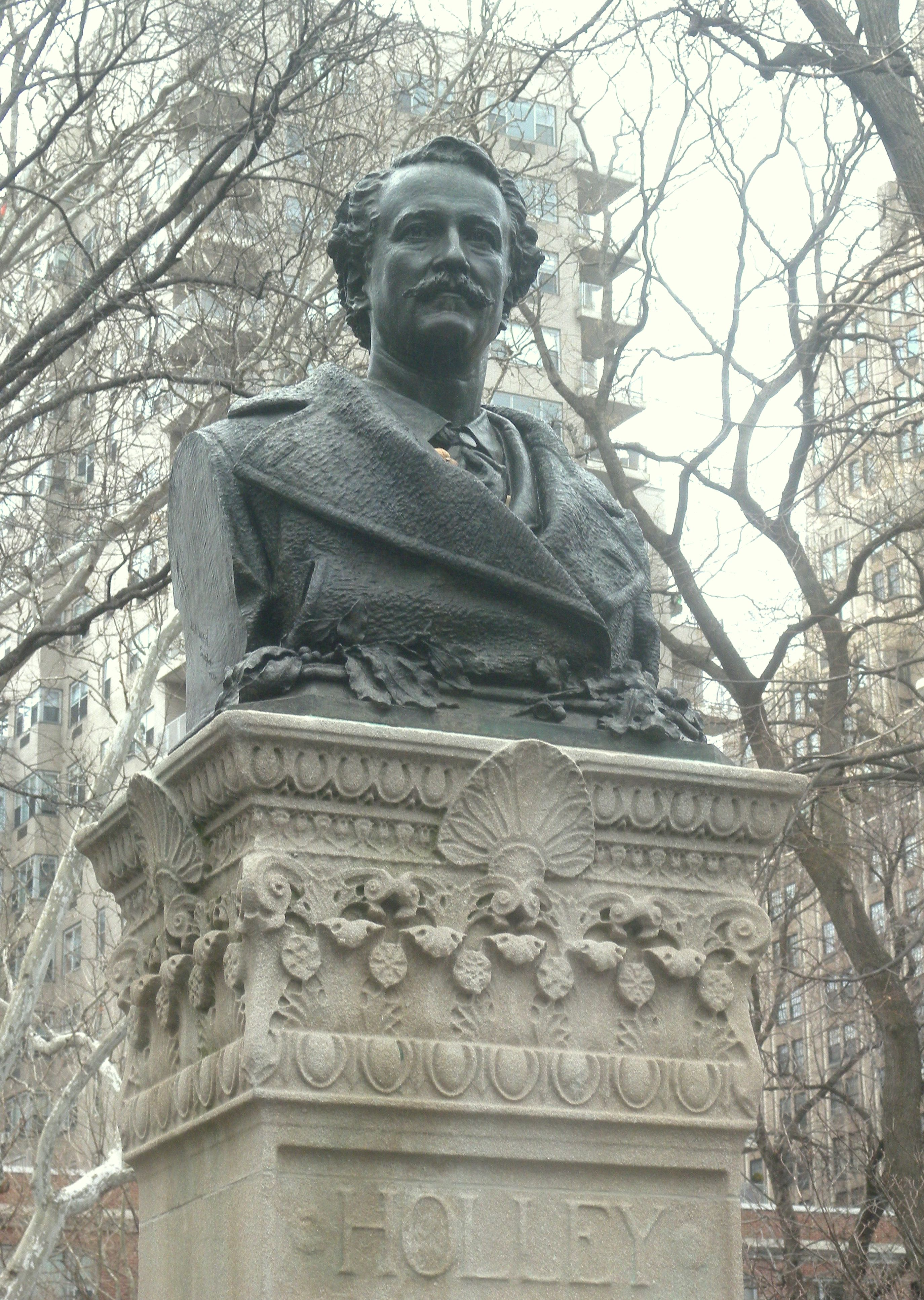
Popiersie Alexandra Lymana Holleya

Alexander Lyman Holley (ur. 1832, zm. 1882) – amerykański metalurg i wynalazca. Od 1865 r. kierował budową pierwszych w Stanach Zjednoczonych stalowni bessemerowskich. Wynalazł między innymi walcarkę, która stała się pierwowzorem walcarek konstruowanych później.